# Friedrich Bellermann
Johann Friedrich Bellermann, född 8 mars 1795 i Erfurt, död 5 februari 1874 i Berlin, var en tysk musikhistoriker och filolog. Han var far till kompositören och musikteoretikern Heinrich Bellermann.
Bellermann var från 1819 lärare vid och 1847-68 ledare av Gymnasium zum Grauen Kloster i Berlin. Vid sidan av sin pedagogiska verksamhet ägnade han sig åt musikhistoriska studier, i synnerhet den grekiska musiken. Han viktigaste arbete är Die Tonleitern und Musiknoten der Griechen (1847), som ingående behandlar den grekiska musikteorin. Bellerman utgav även Die alten Liederbücher der Portugiesen (1840), Die Hymnen des Dionysions und Mesomedes (1840), Fragentum græcæ scriptonis de musica (1840) samt Anonymi sciptio de musica (1841).